# 王受
王受（？—1683年），南明永曆年間將領，延平王鄭成功部將，官至「右提督後鎮」。

## 事蹟
王受效命於明鄭東寧政權，永曆三十七年（1683年）6月22日，清朝水師於施琅指揮下於澎湖同鄭軍海戰，王受奉命與諸將合力抗擊清兵來犯，然而鄭軍於戰事中潰敗，劉國軒乘小快船逃逸，王受所在的戰船亦為清軍炮火擊沉，因而身殞殉難，全役損兵一萬二千有奇、沉失大小師船一百九十四艘。